# Saccopharynx thalassa
Espèce
Saccopharynx thalassa est une espèce de poissons de la famille des Saccopharyngidés.